# Qujing
Qujing (chinesisch 曲靖市, Pinyin Qūjìng Shì) ist eine bezirksfreie Stadt im Osten der chinesischen Provinz Yunnan. 2020 zählte sie 5.765.775 Einwohner. In dem eigentlichen städtischen Siedlungsgebiet von Quijing leben 976.161 Einwohner (Stand: Zensus 2020). 2010 betrug die Einwohnerzahl des städtischen Siedlungsgebiets 646.046 (Stand: Zensus 2010).

## Administrative Gliederung
Auf Bezirksebene setzt sich Qujing aus neun Gebieten zusammen. Diese sind (Stand: Zensus 2020):
- Stadtbezirk Malong – 马龙区 Mǎlóng Qū, 1.592 km², 193.137 Einwohner;
- Stadtbezirk Qilin – 麒麟区 Qílín Qū, 1.547 km², 996.279 Einwohner;
- Stadtbezirk Zhanyi – 沾益区 Zhānyì Qū, 2.812 km², 405.305 Einwohner;
- kreisfreie Stadt Xuanwei – 宣威市 Xuānwēi Shì, 6.054 km², 1.189.813 Einwohner;
- Kreis Fuyuan – 富源县 Fùyuán Xiàn, 3.252 km², 675.229 Einwohner;
- Kreis Luoping – 罗平县 Luópíng Xiàn, 3.009 km², 535.565 Einwohner;
- Kreis Shizong – 师宗县 Shīzōng Xiàn, 2.769 km², 376.902 Einwohner;
- Kreis Luliang – 陆良县 Lùliáng Xiàn, 1.992 km², 599.266 Einwohner;
- Kreis Huize – 会泽县 Huìzé Xiàn, 6.017 km², 794.279 Einwohner.

## Persönlichkeiten
- Zhang Jun (* 1998), Geher